# Máy phun rửa áp lực

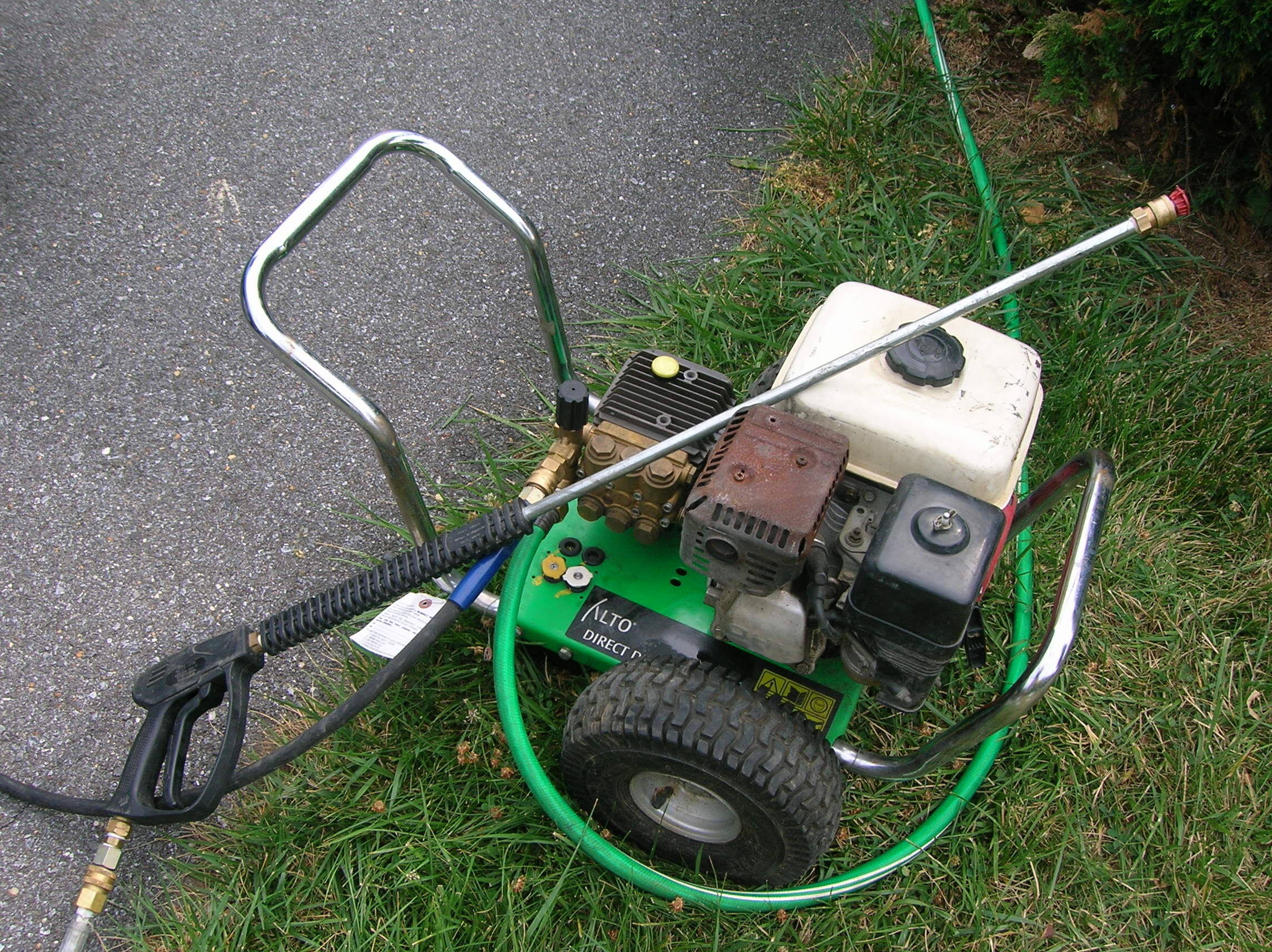

Máy phun rửa áp lực là một máy phun cơ khí cao áp được sử dụng để loại bỏ nấm mốc, bụi bẩn, bùn bẩn bám trên bề mặt nhà, xe cộ, bề mặt bê tông. Dung tích của máy phun rửa áp lực được tính bằng lít trên phút, thường được thiết kế bên trong máy bơm và chỉ số này không thay đổi với từng loại máy. Áp lực: thể hiện bằng pounds trên mỗi inch vuông (đơn vị PSI: Pound per Square Inch), Pascals hoặc Bar, được thiết kế bên trong máy bơm nhưng có thể thay đổi bằng
cách điều chỉnh van giảm áp. Máy được sản xuất có áp lực từ 750 đến 30.000 psi (5-200 MPa) hoặc cao hơn.

### Động cơ
Máy phun rửa áp lực cơ bản bao gồm một động cơ (chạy bằng điện, khí đốt, khí nén hoặc thủy lực), một ống dẫn áp suất cao và một vòi phun. Máy phun rửa áp lực tạo ra áp suất cao, nhằm tăng tốc độ nước, đưa nước đi qua vòi phun với vận tốc lớn.

### Vòi phun
Các loại vòi phun khác nhau được sử dụng vào các mục đích khác nhau. Một số vòi phun tạo ra các tia nước trên một mặt phẳng dạng hình quạt, một số loại vòi phun khác phát ra một tia nước mỏng xoắn dạng hình nón. Vòi phun cung cấp nước với tốc độ dòng chảy cao và áp lực đầu ra lớn. Hầu hết các vòi phun được gắn trực tiếp với một tay cầm kích hoạt (dùng để đóng mở vòi phun).

### Chất tẩy rửa
Máy phun rửa áp lực sử dụng cùng với một vòi phun thích hợp, cho phép hòa trộn chất tẩy rửa vào trong dòng nước, hỗ trợ trong quá trình làm sạch. Có hai loại vòi phun hóa chất được sử dụng - một loại là vòi phun áp suất cao, hòa trộn hóa chất sau khi nước ra khỏi bơm (hay còn gọi là vòi phun xuôi dòng) và một loại là vòi phun áp suất thấp, hòa trộn hóa chất trước khi nước vào bơm (hay còn gọi là vòi phun ngược dòng). Việc sử dụng vòi phun có liên quan đến các loại chất tẩy rửa được sử dụng, vì có những loại hóa chất sẽ làm hỏng bơm.

### Sử dụng
Máy phun rửa áp lực là một trong những công cụ có thể gây
nguy hiểm cần được sử dụng đúng theo những hướng dẫn nhằm đảm bảo an toàn cho
người sử dụng. Áp lực nước ngay đầu vòi phun là rất lớn, đủ mạnh để làm rách da
thịt. Nước đi ra từ vòi phun ở tốc độ rất cao, quá trình làm sạch có thể đẩy chất
bẩn tách ra khỏi bề mặt được làm sạch. Máy phun rửa áp lực có khả năng phá vỡ mặt
đường nhựa nếu phun trực tiếp tại một vị trí, với áp suất cao nước đi vào các vết
nứt và gây nên những lỗ rỗng trên bề mặt.

### Phân loại
Hầu hết, các máy phun rửa áp lực hay sử dụng là máy phun rửa
chạy bằng điện (electric pressure washer) hoặc chạy bằng xăng (gas pressure
washer). Các loại máy phun rửa chạy bằng điện, sử dụng nước lạnh và thường cung
cấp áp lực lên đến khoảng 2.000 psi (140 bar). Máy
phun rửa chạy bằng xăng có thể cung cấp gấp đôi áp lực đó, nhưng do tính chất độc
hại của hóa chất do động cơ thải ra, nên người dùng không thích sử dụng máy rửa
chạy bằng xăng khi sử dụng những nơi kín hoặc trong nhà. Một số loại máy phun rửa
áp lực có thể tạo ra nước nóng, điều này rất phù hợp để loại bỏ các loại vết bẩn
là dầu mỡ.